# Andrés Iacobelli
Andrés Iacobelli del Río (Recoleta, 1969) es un ingeniero civil y político chileno de ascendencia italiana, que se desempeñó como subsecretario de Vivienda y Urbanismo de su país durante el primer gobierno de Sebastián Piñera entre marzo de 2010 y julio de 2011.

## Familia y estudios
Realizó sus estudios superiores en la carrera de ingeniería civil industrial en la Pontificia Universidad Católica (PUC), y luego cursó un máster en ingeniería del transporte en la misma casa de estudios. De la misma manera, efectuó un máster en políticas públicas y desarrollo económico de la Kennedy School of Government de la Universidad de Harvard (Estados Unidos), donde obtuvo el «Premio Reymond Vernon».
Se casó en 1998, en la comuna de Vitacura, con Paulina Etcheverry Araos, hija del exministro de Estado Javier Etcheberry. Con su cónyuge es padre de cinco hijos.

## Trayectoria profesional y política
Ha ejercido su profesión en el sector público y privado. Fue fundador y miembro del directorio de «Elemental Consultores».
Luego, se desempeñó como director del Programa «Servicio País» de la Fundación Nacional para la Superación de la Pobreza entre 1997 y 1999; como gerente de Logística de la empresa Embotelladora Andina; y como gerente general de «Proes S.A.».
En el ámbito académico, ejerció como director ejecutivo del Centro de Políticas Públicas de la Pontificia Universidad Católica, y fue profesor en la Escuela de Arquitectura de la misma institución.
Políticamente independiente, en marzo de 2010 asumió como titular de la Subsecretaría de Vivienda y Urbanismo, nombrado por el presidente Sebastián Piñera. Durante su gestión le tocó afrontar la reconstrucción de viviendas de 200 mil familias damnificadas producto del terremoto del 27 de febrero de 2010.
En julio de 2011, se hizo pública su renuncia al cargo, la cual se debió a posibles cuestionamientos que realizó la Contraloría General de la República (CGR) por las gestiones que habría realizado para "acelerar el pago de una transacción" de terrenos del abuelo de Paulina Etcheberry, su cónyuge. Tras la situación, su suegro Javier Etcheberry salió en su defensa manifestando: «Me duele lo que este gobierno le hizo a mi yerno. Estamos en el mundo al revés, persiguen al que se jugó por la buena gestión en Vivienda». Por su parte el gobierno, a través del ministro del Interior Andrés Chadwick, argumentó que su renuncia se debió a "razones personales".
Durante las primarias presidenciales de Chile Vamos de 2021, apoyó financieramente la candidatura del militante de Evópoli Ignacio Briones, el cual resultó en tercer lugar.